# Humpolec
Humpolec (niem. Humpoletz) – miasto w Czechach, w kraju Wysoczyna. Według danych z 31 grudnia 2006 powierzchnia miasta wynosiła 5 150 ha, a liczba jego mieszkańców 10 850 osób.

## Historia
Pierwsza wzmianka o mieście pochodzi z roku 1178. Był miastem strażniczym na trasie z Pragi na Morawy. Od XIII do XV w. ośrodek wydobycia srebra. Od XV w. ośrodek tkacki, zwany „czeskim Manchesterem”.

## Transport

### Budynki i konstrukcje
Siedem kominów w Humpolcu ma wysokość ponad 30 m 
| Nazwa                                        | Rok budowy | Wysokość | Współrzędne             | Uwagi                                                                                   |
| -------------------------------------------- | ---------- | -------- | ----------------------- | --------------------------------------------------------------------------------------- |
| Komin Zakładu DH Dekor                       |            | 89 m     | 49.538308 N 15.345824 E | rozebrany w 2023 roku                                                                   |
| Komin Zakładów Brunka Sukno                  |            | 50,5 m   | 49.561910 N 15.338097 E |                                                                                         |
| Komin Fabryki Tekstyliów František Procházka | 1912       | 47 m     | 49.544120 N 15.354721 E |                                                                                         |
| Komin ASO                                    |            | 45 m     | 49.552045 N 15.360526 E |                                                                                         |
| Komin Warsztatu Maszynowego Humpolec         |            | 45 m     | 49.539859 N 15.356862 E |                                                                                         |
| Komin Servant                                |            | 42 m     | 49.539471 N 15.349510 E |                                                                                         |
| Komin Browaru Bernard                        |            | 40,7 m   | 49.539786 N 15.360043 E | wyposażony od stycznia 2021 roku w ogólnodostępny taras widokowy na wysokości 33 metrów |
| Komin Čemolena                               |            | 37 m     | 49.540719 N 15.372520 E |                                                                                         |

### Drogowy
Przez miejscowość przebiegają następujące drogi:
| Nr drogi | Trasa | Przebieg przez Humpolec                                    | Uwagi                                            |
| -------- | --- | ---------------------------------------------------------- | ------------------------------------------------ |
| D1       | Praha – Humpolec – Jihlava – Brno – Vyškov | bez nazwy                                                  | węzeł drogowy Humpolec z drogami nr 19, 34 i 347 |
| I/19     | Plzeň – Rožmitál pod Třemšínem – Mirovice – Milevsko – Tábor – Pelhřimov – Humpolec – Havlíčkův Brod – Žďár nad Sázavou – Nové Město na Moravě – Bystřice nad Pernštejnem – Kunštát – Sebranice u Boskovic | bez nazwy – Okružni – bez nazwy                            | wspólny odcinek z I/34 i częściowo z II/347      |
| I/34     | České Budějovice – Třeboň – Jindřichův Hradec – Jarošov nad Nežárkou – Pelhřimov – Humpolec – Havlíčkův Brod – Pohled – Ždírec – Svitavy – Koclířov                                                        | bez nazwy – Okružni – bez nazwy                            |                                                  |
| II/129   | Prasetín – Pacov – Želiv – Humpolec | Pražská – bez nazwy                                        | przebieg częściowo wspólny z II/347              |
| II/347   | Habry – Světlá nad Sázavou – Humpolec – II/602 | bez nazwy – Pražská – Na Kasárnách – Kamarytova – Čejovská |                                                  |
| II/523   | Humpolec – Větrný Jeníkov – Jihlava | Jihlavská                                                  |                                                  |

### Kolejowy
Humpolec posiada połączenie kolejowe z Havlíčkovym Brodem. Punktem końcowym linii jest stacja Humpolec.

## Demografia
| Rok             | 1970  | 1980   | 1991   | 2001   | 2003   |
| --------------- | ----- | ------ | ------ | ------ | ------ |
| Liczba ludności | 9 727 | 10 786 | 11 122 | 10 929 | 10 914 |

Źródło: Czeski Urząd Statystyczny

## Współpraca
Miejscowość partnerska:
- Münsingen, Szwajcaria

## Galeria

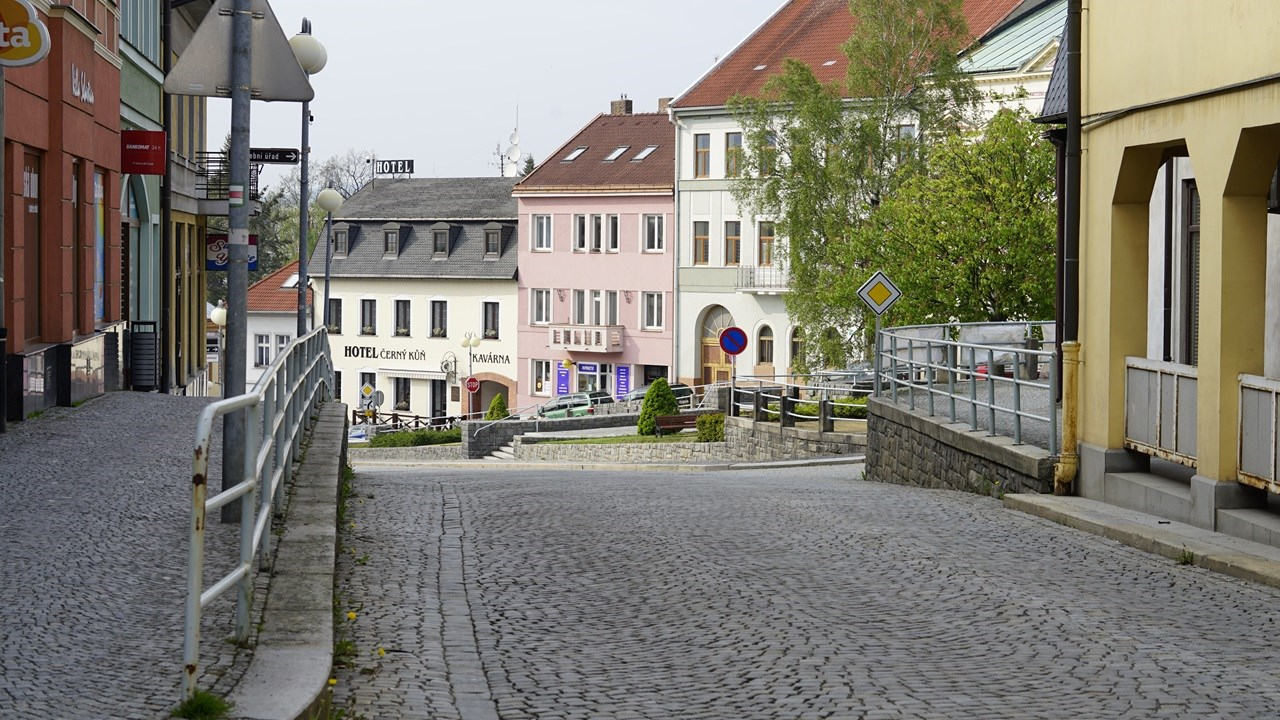
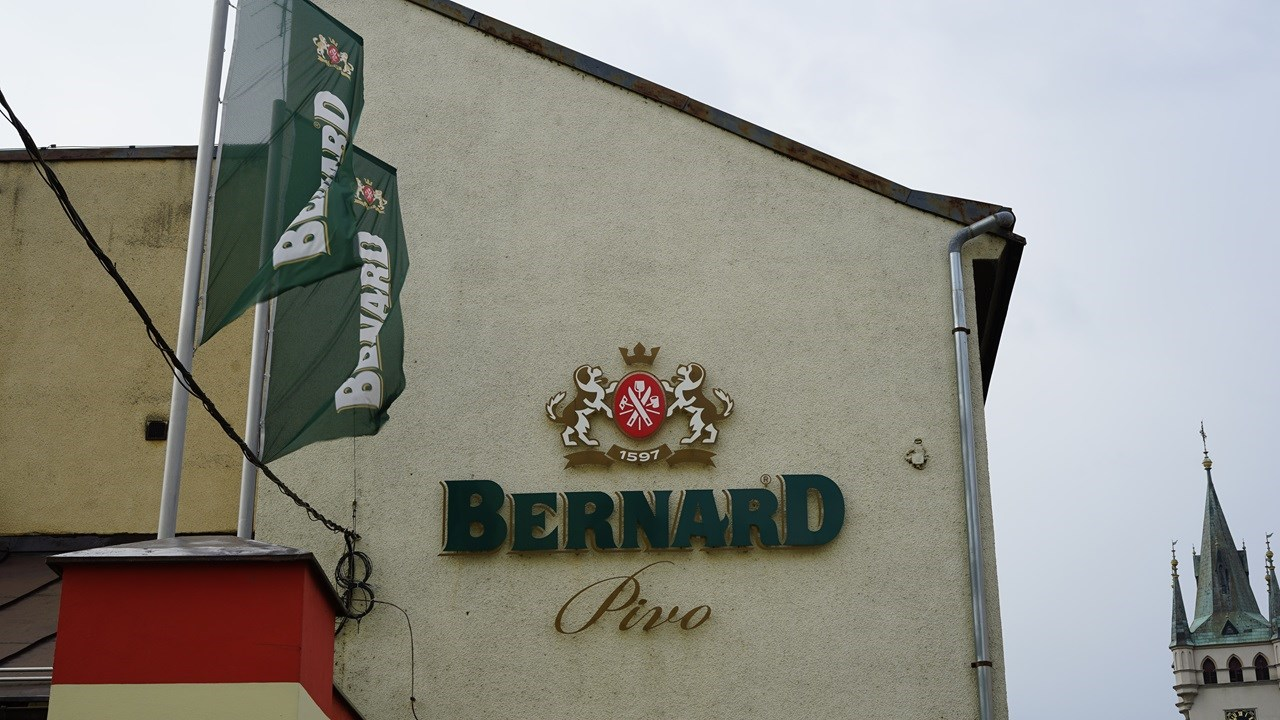
Browar Bernard